# Annie (2014)
Annie ist ein US-amerikanischer Spielfilm aus dem Jahr 2014 unter der Regie von Will Gluck. Produziert wurde die Musicalverfilmung von Village Roadshow Pictures und Will Smiths Overbrook Entertainment für Sony Pictures’ Columbia Pictures. Die Hauptdarsteller dieser Adaption des gleichnamigen Broadway-Musicals aus dem Jahr 1977 sind Quvenzhané Wallis, Jamie Foxx, Rose Byrne, Bobby Cannavale und Cameron Diaz. Nach Columbias Kinofilm im Jahr 1982, dem Fernsehfilm Annie - Ein königliches Abenteuer, aus dem Jahr 1995 und Disneys Fernsehfilm im Jahr 1999 handelt es sich um die vierte Filmadaption, deren Produktion im Jahr 2013 begann.
Der Film basiert auf dem Musical Annie von Charles Strouse (Musik), Martin Charnin (Text), Thomas Meehan (Buch) und dem Comic-Strip Little Orphan Annie von Harold Gray. Die Filmpremiere fand am 7. Dezember 2014 im Ziegfeld Theatre statt. Nach dem US-Kinostart am 19. Dezember 2014 erhielt der Film eher negative Kritiken, wurde jedoch zu einem Kassenerfolg, der international mehr als 133 Millionen US-Dollar einspielte.

## Handlung
Annie Bennett lebt zusammen mit einigen anderen Mädchen in Harlem, Manhattan, New York City, in der Obhut der verbitterten ehemaligen Sängerin Colleen Hannigan, welche ihre Zeit damit verbringt, zu trinken oder einen Ehemann zu finden. Annie verbringt ihre Freitage damit, vor dem Restaurant Domani’s auf ihre Eltern zu warten, da eine auf eine Domani’s-Rechnung geschriebene Nachricht besagt, dass diese zurückkehren würden. Während einer Überprüfung von Hannigans Umgang mit den Mädchen durch einen Inspektor vom Jugendamt nutzt Annie die Gunst der Stunde und schafft es, ihre Sozialversicherungsnummer von dessen Klemmbrett zu kopieren. Annies Versuche, mittels dieser Nummer mehr über sich selbst zu erfahren, erbringen jedoch keine Ergebnisse.
Beim Versuch, einen Shiba Inu vor jugendlichen Rüpeln zu retten, wird Annie beinahe überfahren. Gerettet wird sie von William Stacks, einem mysophoben Mobilfunk-Mogul, welcher für den Posten des Bürgermeisters kandidiert. Als Annies Rettung im Internet viral geht und Stacks Popularität erhöht, rät Stacks Kampagnenmanager Guy Danlily dazu, dass Annie bei Stacks einzieht, um so dessen Popularität zu steigern. Annie genießt das neue Umfeld und freundet sich mit Stacks Assistentin Grace Farrell an. Außerdem darf Annie den zuvor geretteten Streuner adoptieren und nennt ihn Sandy. Im Zuge der gegenseitigen Annäherung verrät Stacks Annie, dass seine bescheidenen Anfänge in Queens liegen. Aufgrund der Arbeitszeiten seines Vaters konnte er diesen nie wirklich kennenlernen, glaubte jedoch, ihn verstehen zu können, wenn er ebenso hart arbeiten würde. Annie hilft dabei nach, dass Grace und Stacks langsam klar wird, dass sie sich auch auf romantischer Ebene mögen.
Auf Annies Wunsch hin nimmt Stacks sie und ihre Freunde aus Hannigans Pflegeunterbringung zur Premiere von MoonQuake Lake mit. Zunächst ist Stacks nicht am Kinofilm interessiert, wird aber bald – ebenso wie Grace – zu einem großen Fan. Aufgrund von Annies und Graces Beharrlichkeit nimmt Stacks an der After-Movie-Party teil. Nachdem sie ihre Freundinnen zu Hause abgesetzt haben, zeigt Annie Grace ihre freitägliche Routine, bei der sie auf die mögliche Rückkehr ihrer Eltern wartet. Grace hat Mitgefühl mit ihr und verspricht dieses Geheimnis vor Stacks zu bewahren. In Hannigans Wohnung wecken die zurückgekehrten Mädchen diese unabsichtlich. Hannigan schilt sie und sagt ihnen, ihre eigene Vergangenheit erinnernd, dass reiche Menschen nicht nett seien und jeden abservieren würden, den sie nicht mehr mögen würden. Etwas verkatert klagt sie über ihre Situation mit den Pflegekindern und dass sie sich wünscht, wieder zu Ruhm zu kommen.
Als Annie bei einer Wohltätigkeitsveranstaltung gebeten wird, eine Rede vorzulesen, läuft sie davon. Obwohl sie zehn Jahre alt ist und zur Schule geht, kann sie nicht lesen. Stacks beschließt, einen Sonderpädagogen für sie zu engagieren, Guy jedoch entscheidet, dass Annie Stacks Kampagne nur behindert, nachdem seine Popularität sich nicht mehr weiter verbessert. Sich mit Hannigan verbündend, plant Guy Betrüger zu engagieren, welche behaupten sollen, dass Annie ihre Tochter sei. Auf diesem Weg soll Stacks Popularität bis zum Gewinn der Wahlen verstärkt werden. Guy würde daraufhin seine Bezahlung mit Hannigan teilen. Allerdings plant Guy, Annie wieder ins System zurückfallen zu lassen, sobald die Wahlen vorbei sind, da er sich nicht um ihr Wohlergehen sorgt. Zu dem Zeitpunkt, als Hannigan die Angelegenheit nochmals überdenkt, wurde Annie bereits von den Betrügern gekidnappt. Hannigan erzählt Stacks vom Plan, daraufhin wird Guy gefeuert. Stacks, Grace, Hannigan und die Mädchen gehen an Bord von Stacks Helikopter. Mit Unterstützung der Polizei verfolgen sie den Fluchtwagen bis in den Park. Annie ist aufgebracht, weil sie glaubt, dass Stacks alles arrangiert hätte (da die Kidnapper selbst glauben, dass nicht Guy, sondern Stacks sie bezahlt hätte). Annie weigert sich, ihm zu glauben, als er erzählt, dass er nichts über die Intrige wusste. Stacks will seine Unschuld beweisen, indem er der Presse mitteilt, dass er das Rennen um den Posten des Bürgermeisters aufgibt. Daraufhin hilft Annie Grace und Stacks sich ihre gegenseitige Liebe zu gestehen. Alle drei tanzen und singen fröhlich gemeinsam.
Später kündigt Annie die Eröffnung der „Stacks Youth Education Facility“ an, einer Einrichtung, die Kindern, welche so wie sie selbst nicht lesen können, helfen soll. Alle singen Annies Tomorrow – Hannigan singt alleine weiter als der Song zu Ende ist, bis die starren Blicke der anderen sie zum Aufhören bringen.

## Produktion
Sony kündigte die Neuverfilmung zum ersten Mal im Januar 2011 an; Jay-Z und Will Smith fungierten als Produzenten und Smiths Tochter Willow sollte die Hauptrolle im Film übernehmen. Im Februar 2011 wurde der Wunsch geäußert, dass Ryan Murphy, der Co-Schöpfer von Glee die Regieführung für den Film übernehmen sollte, im März lehnte er jedoch das Angebot ab.
Bei der Suche nach einem Drehbuchautor wurde zunächst die Schauspielerin Emma Thompson in Betracht gezogen. Weitere Entwicklungsschritte blieben bis Mai 2012 aus, als Will Smith in der TV-Sendung Good Morning America auftrat und ankündigte, dass der Film im heutigen New York City spielen würde, dass Thompson das Skript zur Verfügung stellen würde und dass Jay-Z auch neu geschriebene Lieder für den Film beisteuern würde. Im Juli 2012 schrieb die Drehbuchautorin von Wir kaufen einen Zoo, Aline Brosh McKenna, einen zweiten Entwurf des Skripts. Im August wurde der Produktionsbeginn für Frühling 2013 angekündigt.
Im Januar 2013 wurde Will Gluck, Regisseur des Filmes Einfach zu haben, für die Regieführung engagiert, Willow Smith hingegen wurde nicht mehr für den Film berücksichtigt.

### Rollenbesetzung
Im Februar 2013 wurde bekannt, dass Quvenzhané Wallis, Star des Films Beasts of the Southern Wild, für welchen sie auch oscarnominiert war, die Hauptrolle anstelle von Willow Smith übernehmen würde und dass die Veröffentlichung des Films für die Weihnachtszeit 2014 geplant sei.
Im März 2013 wurde die Suche nach den restlichen Mitwirkenden fortgesetzt, gerüchteweise wurde Justin Timberlake für die Rolle des Daddy Warbucks in Betracht gezogen. Das stellte sich als falsch heraus, als sich Jamie Foxx für die nun als Will Stacks benannte Rolle verpflichtete. Nachdem Sandra Bullock abgelehnt hatte, wurde im Juni 2013 die Rolle der Miss Hannigan mit Cameron Diaz besetzt.
Im Juli 2013 trat Rose Byrne in der Rolle der Grace Farrell, Stacks treuer Assistentin, der Filmbesetzung bei und im August gesellte sich Bobby Cannavale, bekannt aus der Serie Boardwalk Empire und Rose Byrnes Lebenspartner, als Will Stacks hartnäckiger politischer Berater dazu. Im September wurden die übrigen Mitwirkenden bekanntgegeben: Amanda Troya, Nicolette Pierini, Eden Duncan-Smith und Zoe Colletti als Annies Pflegekind-Schwestern.
Die Dreharbeiten begannen am 19. September 2013, gefilmt wurde in den Grumman Studios. Andere Szenen wurden im neuen Four World Trade Center gedreht.

### Unterschiede zu früheren Adaptionen
Laut Gluck hat die Geschichte der Filmadaption 2014 die gleichen Wurzeln wie das Broadway-Musical aus dem Jahr 1977, dennoch unterscheidet sich die moderne Interpretation in einigen Punkten vom Original: Der Schauplatz wurde von den 1930er Jahren – der Ära von Franklin D. Roosevelts Präsidentschaft und der Weltwirtschaftskrise – ins heutige New York City verlegt. Die Anfangsszene in der Schule zeigt sowohl eine Klassenpräsentation durch die „neue Annie“ als auch durch eine Schülerin, welche ihre klassische Erscheinung repräsentiert, wobei sie Aspekte und Parallelen zwischen den wirtschaftlichen Lagen der beiden Umfelder, wie beispielsweise den „New Deal“ und die moderne Unterschicht, diskutieren.
Die Rolle des Oliver Warbucks wurde geändert, um die Figur des William Stacks zu erschaffen, eines Unternehmers im Technologiebereich (konkret in der Mobilfunkbranche), welcher als Bürgermeister von New York City kandidiert. Außerdem lebt Annie nicht mehr in einem Waisenhaus, sondern befindet sich in einem Pflegeverhältnis. Miss Hannigans früherer Filmname Agatha wurde zu Colleen geändert. Hannigan ist zwar mitschuldig an der Täuschung von Stacks und Annie (eine Verschwörung zusammen mit Stacks Kampagnenleiter Guy Danlily), dass Annies angebliche leibliche Eltern gefunden wurden, bei den Komplizen handelt es sich aber nicht wie im Original um Hannigans Bruder Rooster und dessen Freundin Lily. Stattdessen lässt Guy Annie von  dubiosen Typen entführen. Hannigans Figur wurde außerdem im Gegensatz zu den früheren Erscheinungen sanfter dargestellt, so empfindet sie Schuld für ihr Handeln beim Entzweien von Stacks und Annie und hilft am Ende des Films sogar mit, Annie vor ihren falschen Eltern zu retten. Annie Hund Sandy ist in diesem Film eine Hündin, im Gegensatz zu früheren Adaptionen, bei denen der Hund ein Rüde ist. Annie ist Afroamerikanerin, zuvor hatte sie eine helle Hautfarbe und rote Haare.

### Filmmusik
Der Film beinhaltet bekannte Lieder aus der ursprünglichen Broadway-Produktion, geschrieben vom Komponisten Charles Strouse und Texter Martin Charnin, diese wurden jedoch von Sia und Greg Kurstin im Hinblick auf die neue zeitgemäße Fassung neu arrangiert. Der musikalische Leiter Matt Sullivan erklärte dazu, dass angestrebt wurde, die Nutzung von Musik im Film „nahtlos“ statt „abrupt“ zu gestalten, wobei die Integrität und die Bekanntheit der Kultsongs des Musicals wie „Tomorrow“ und „It’s the Hard Knock Life“ erhalten bleiben sollte. Die Songs wurden in einem perkussiven, durch Pop inspirierten Stil neu arrangiert. Vor allem „It’s the Hard Knock Life“ wurde im Hip-Hop-Stil erneuert, während der Gebrauch von „natürlichen“ Geräuschen für den Rhythmus beibehalten wurde. Auch die Texte mancher Lieder wurden aktualisiert, um die Unterschiede in der Handlung und Fassung des Filmes zu reflektieren. Sia und Kurstin schrieben drei neue Lieder für den Soundtrack: „Opportunity“, „Who Am I“ und „Moonquake Lake“. Sia schrieb außerdem zusammen mit dem norwegischen Musikproduzenten- und Songwritingteam Stargate den Song „The City's Yours“.
1. „Maybe“ – Annie und die Foster girls
2. „It’s the Hard Knock Life“ – Annie und die Foster girls
3. „Tomorrow“ – Annie
4. „I Think I'm Gonna Like It Here“ – Annie, Grace und Mrs. Kovacevic
5. „Little Girls“ – Miss Hannigan
6. „The City's Yours“ – Will und Annie
7. „Opportunity“ – Annie
8. „Easy Street“ – Guy und Miss Hannigan
9. „Who Am I?“ – Miss Hannigan, Will und Annie
10. „I Don't Need Anything But You“ – Will, Annie und Grace
11. „Tomorrow/Together at last“ – Company
12. „You're Never Fully Dressed Without a Smile“ – Sia

### Deutsche Synchronisation
Die deutsche Synchronisation übernahm die FFS Film- & Fernseh-Synchron GmbH unter der Leitung von Elisabeth von Molo (Dialogbuch und -regie). Bei den Liedertexten wirkten Christine Roche, Klaus-Rüdiger Paulus und Thomas Amper mit, für die musikalische Leitung war Thomas Amper verantwortlich.
| Darsteller               | Rolle                     | Deutsche Synchronstimme             |
| ------------------------ | ------------------------- | ----------------------------------- |
| Quvenzhané Wallis        | Annie                     | Chelsea Fontenel (Sprache & Gesang) |
| Jamie Foxx               | Will Stacks               | Charles Rettinghaus (Sprache)       |
| Jamie Foxx               | Will Stacks               | Manuel Straube (Gesang)             |
| Rose Byrne               | Grace                     | Ranja Bonalana (Sprache)            |
| Rose Byrne               | Grace                     | Tina Frank (Gesang)                 |
| Cameron Diaz             | Colleen Hannigan          | Katrin Fröhlich (Sprache)           |
| Cameron Diaz             | Colleen Hannigan          | Ricarda Kinnen (Gesang)             |
| Bobby Cannavale          | Guy                       | Matti Klemm (Sprache)               |
| Bobby Cannavale          | Guy                       | Thomas Amper (Gesang)               |
| Tracie Thoms             | Annies „Mutter“           | Anna Grisebach                      |
| Dorian Missick           | Annies „Vater“            | Martin Kautz                        |
| Peter Van Wagner         | Harold Gray               | Roland Hemmo                        |
| Mike Birbiglia           | Inspektor des Jugendamtes | Gerrit Schmidt-Foß                  |
| Eden Duncan-Smith        | Isabella                  | Paulina Rümmelein                   |
| Ray Iannicelli           | Kellner                   | Friedhelm Ptok                      |
| Victor Cruz              | Lehrer                    | Olaf Reichmann                      |
| David Zayas              | Lou                       | Thomas Karallus                     |
| Stephanie Kurtzuba       | Mrs. Kovacevic            | Katharina Spiering                  |
| Adewale Akinnuoye-Agbaje | Nash                      | Tilo Schmitz                        |
| Gordon Joseph Weiss      | Obdachloser               | Klaus Lochthove                     |
| Amanda Troya             | Pepper                    | Lea Kalbhenn                        |
| Zoe Margaret Colletti    | Tessie                    | Gioia Iannacone (Sprache)           |
| Zoe Margaret Colletti    | Tessie                    | Julia Milena Scheeser (Gesang)      |
| Mila Kunis               | Andrea Alvin              | Anja Stadlober                      |
| Michael J. Fox           | als er selbst             | Sven Hasper                         |
| Ashton Kutcher           | Simon Goodspeed           | Marcel Collé                        |

### Trivia
Neben den bereits angeführten Nebendarstellern hatten noch weitere bekannte Schauspieler/Schauspielerinnen und Sängerinnen im Film Cameo-Auftritte:
- Patricia Clarkson: Frau in der Focus Group
- Bobby Moynihan: Mann in Bar
- Rihanna: Mondgöttin
- Sia: Tierheim-Freiwillige
- George Clooney: Himself

### Uraufführung
Die offizielle Premiere des Filmes fand im Ziegfeld Theatre in New York City am 7. Dezember 2014 statt.

### Piraterie
Annie war einer der Filme, welche am 27. November 2014 durch die „Guardians of Peace“, einer Gruppe, welche laut dem FBI in Verbindung mit Nordkorea steht, nach dem bereits erfolgten Verstoß gegen Columbia Pictures’ Muttergesellschaft Sony Pictures Entertainment geleakt wurden. Innerhalb der ersten drei Tage wurde Annie von schätzungsweise 206.000 eindeutigen IP-Adressen heruntergeladen. Bis 9. Dezember erhöhte sich diese Anzahl auf über 316.000 IP-Adressen. Der Chefanalyst von BoxOffice.com prognostizierte, dass der Leak den Kassenerfolg von Annie nicht beeinflussen würde, da sich die Nutzergruppe von Filmpiraterie nicht mit der Zielgruppe für den Film überschneide.

### Vertrieb
In den Vereinigten Staaten wurde Annie als DVD und Blu-ray/DVD Combo-Pack am 17. März 2015 veröffentlicht.

## Rezeption

### Finanzieller Erfolg
Annie startete in den Kinos am 19. Dezember 2014 und spielte am ersten Tag 5.289.149 US-Dollar ein. Am ersten Wochenende erspielte der Film 15.861.939 US-Dollar und lag damit am dritten Platz der US-amerikanischen Kinokassen hinter den neu veröffentlichten Filmen Der Hobbit: Die Schlacht der Fünf Heere und Nachts im Museum: Das geheimnisvolle Grabmal. Der Film erzielte 85,9 Millionen US-Dollar in Nordamerika und 48,7 Millionen im Ausland und somit weltweite Gesamteinnahmen von 134,6 Millionen US-Dollar.

### In den Vereinigten Staaten
Annie hat überwiegend negative Kritiken erhalten. Auf Rotten Tomatoes erhielt der Film ein Rating von lediglich 29 % (basierend auf 161 Kritiken) mit einer durchschnittlichen Bewertung von 4,6/10. Zusammengefasst wurde die Sicht der Filmkritiker in den Worten: „Die neu aussehende Annie deutet eine fortschrittliche Interpretation einer verbrauchten Geschichte an, erstickt jedoch eine sympathische Besetzung durch Klischees, anwidernde Niedlichkeit und geschmacklosen Materialismus.“ Auf Metacritic hat der Film ein Rating von 33 von 100 Punkten, basierend auf 38 Bewertungen, welche auf „generell ungünstige Rezensionen“ hindeuten. Durch CinemaScore befragte Zuseher gaben dem Film eine Durchschnittsnote von „A-“ auf einer Skala von A+ bis F.
Das Magazin PopMatters bewertete Annie mit drei von zehn Punkten und urteilte: „Die Party-Szene verkörpert Annie in ihrem unangenehm choreographierten Rausch: Sie strengt sich an sowohl wie die früheren Annies zu sein als auch nicht zu sein, sie versucht kaum innovativ oder irgendwie inspiriert zu sein. Sie ist so derb wie Miss Hannigan und so habgierig wie Stacks, zumindest bis sie ihre Lektionen lernen. Der Film scheint gar nichts zu lernen.“ Michael Phillips von der Chicago Tribune gab Annie eineinhalb Sterne, beschrieb die Adaption als „wacklig“ und „unbefriedigend“, kritisierte den kommerzialisierten Charakter der Handlungsänderungen und schloss damit, dass sie „ohne Finesse und hinsichtlich der einfachen Freuden der Darbietung, nach denen wir in jedem Musical zu jeder Zeit suchen, gefährlich schwach“ war. Ben Sachs vom Chicago Reader gab dem Film drei von vier Sternen und lobte „die erstaunliche Menge an Biss: Die Filmemacher anerkennen die Ähnlichkeiten zwischen der Zeit der Weltwirtschaftskrise und der Jetztzeit und die populistische Botschaft, wie auch immer überzeichnet, lässt sich immer ehrlich erkennen.“ Zudem lobte Sachs den Regisseur Will Gluck dafür, dass er „einen beschwingten Ton anschlägt, der näher an klassischen Hollywood Musicals ist als an zeitgenössischer Kinderunterhaltung.“
Der Soundtrack, rearrangiert von Sia und Greg Kurstin, erhielt polarisierende Reaktionen seitens der Kritiker, die meiste Kritik erfolgte bezüglich des verstärkten Einsatzes von Auto-Tune. Entertainment Weekly beschrieb den Soundtrack als ein Auto-Tune-Disaster und verspricht, dass „man niemals eine schlechtere Interpretation von ‚Easy Street‘ hören werde als die von Diaz und Cannivale dargebotene“. David Rooney von The Hollywood Reporter sagt: „Fast alle existierenden Lieder wurden geshreddert, oft wurden nur ein oder zwei charakteristische Zeilen beibehalten und in verzweifelt flippigen polyrhythmischen Klängen, akustisch offensiven Arrangements und stupiden neuen Texten ertränkt.“ Matt Zoller Seitz hingegen sprach für die neuen Lieder des Soundtracks ein Lob aus.
Dahingegen wurden die schauspielerischen Darbietungen durch einige Kritiker eher positiv aufgenommen. IGN.com lobte Wallis und Foxx dafür, dass sie im Großteil des Filmverlaufs „tadellos“ waren, ebenso wie Rose Byrne, welche als „Überraschung“ des Filmes bezeichnet wurde. Matt Zoller Seitz nannte Wallis „die erste Annie, die sowohl kulturell als auch persönlich etwas Neues zu dieser Rolle beigetragen hat“, und lobte auch die restliche Besetzung inklusive Foxx und Byrne. Cameron Diaz’ Darbietung hingegen erhielt polarisierende Bewertungen, wobei die Kritiken ihre Bemühungen lobten, sie letztlich jedoch zu „aufreizend“, sowie auch „schrill und unausstehlich“ nannten. Peter Travers vom Rolling Stone meinte, dass sie „die Rolle bis hin zu Hysterie übertrieben spielt“.

### Im Deutschen Sprachraum
Auch im deutschsprachigen Raum fielen die Kritiken eher mittelmäßig aus. Das Resümee auf Film.at lautete: „Obwohl in dieser Version nicht alle Elemente der Vorlage glücklich umgesetzt wurden […], ist ‚Annie‘ ein liebenswert zeitgemäßes Musical-Remake mit einer großartigen kindlichen Hauptdarstellerin.“ Auch Peter Osteried auf Kino-zeit.de vergibt partielle Sympathiepunkte an das Annie-Remake: „Modernisierung hin oder her, das sind alles nur kosmetische Korrekturen, in der Essenz wird die altbekannte, aber beliebte Geschichte auf flotte und sympathische Art erzählt. Man darf nur nichts gegen eine ordentliche Portion Schwulst haben, denn davon gibt es hier reichlich.“ Auf kino.de wird die indifferente Position der Produktion hinsichtlich des Musical-Aspektes erwähnt: „‚Annie‘ ist ein wärmendes musikalisches Märchen für die Winterzeit, das die im Marketing gezeigte Scheu, als Musical wahrgenommen zu werden, nicht nötig hätte.“
Sidney Schering stellte in ihrer Kritik zu Annie auf Quotenmeter.de einigen positiven Aspekten des Films mindestens ebenso viele negative Punkte entgegen. Sie stellt sie gar die Frage in den Raum, wer die eigentliche Zielgruppe des Filmes sei: „Vielleicht für Leute, die lauwarm zu Musicals stehen. Jene bekommen hier eine süße, belanglose Komödie mit einigen denkwürdigen Sprüchen – die ab und an zu einem halbherzig umgesetzten Musical wird.“ Auch die deutsche Synchronfassung im Speziellen, bei der sowohl die Dialog- als auch die Gesangsparts übersetzt wurden, weise Höhen und Tiefen auf: „Die Lokalisierung der Musicalnummern durch die Songtexter Christine Roche, Klaus-Rüdiger Paulus, Thomas Amper ist weitestgehend adäquat und treffend, allein die Übertragung von ‚It's a Hard Knock Life‘ zu ‚Unser Leben ist voll krass‘ bereitet leichte Bauchschmerzen.“ Von den Synchronsprechern bzw. -sängern wurde „The Voice Kids“-Teilnehmerin Chelsea Fontenel aus der Schweiz für ihre Synchronisierung von Quvenzhané Wallis gelobt, während Manuel Straub als Gesangsstimme von Jamie Foxx damit kritisiert wurde, dass dessen Timbre nicht zu Foxx passe. Auch Cinema.de warnt bei der deutschen Synchronfassung davor, „dass die Gesangspassagen – freundlich formuliert – nur bedingt lippensynchron sind“.

## Auszeichnungen
Golden Globe Awards 2015
- Nominierung in der Kategorie Beste Hauptdarstellerin – Komödie oder Musical für Quvenzhané Wallis
- Nominierung in der Kategorie Bester Filmsong für „Opportunity“ (Greg Kurstin, Sia Furler, Will Gluck)

NAACP Image Award 2015
- Nominierung Beste Hauptdarstellerin für Quvenzhané Wallis

Critics’ Choice Movie Awards 2015
- Nominierung Bester Jungdarsteller für Quvenzhané Wallis

Goldene Himbeere 2015
- Goldene Himbeere in der Kategorie Schlechteste Neuverfilmung oder Fortsetzung
- Nominierung Schlechteste Nebendarstellerin für Cameron Diaz

Nickelodeon Kids’ Choice Award 2015
- Nominierung in der Kategorie Lieblings-Schauspielerin für Cameron Diaz
- Nominierung in der Kategorie Lieblings-Schurke für Cameron Diaz